# Embajada de España en Alemania
La Embajada de España en Alemania es el recinto principal de la misión diplomática del Reino de España en la República Federal de Alemania. Su sede actual se encuentra en el barrio de Tiergarten de la ciudad de Berlín, rodeada por el parque Großer Tiergarten. El imponente edificio de estilo neoclásico fue construido en tiempos del Nacionalsocialismo y está bajo protección del patrimonio cultural alemán.
Desde el inicio de las relaciones diplomáticas de España con el Deutsches Reich, en 1871, la sede de la embajada española ha estado en diversos lugares: hasta 1945 estuvo en Berlín (con tres cambios de dirección); entre este año y 1948 permanecieron rotas las relaciones diplomáticas; de 1951 a 1999 la embajada se estableció en Bonn (llegando a ocupar simultáneamente tres pisos en direcciones diferentes) –paralelamente entre 1973 y 1990 se mantuvo una embajada en Berlín Oriental, RDA–. Debido a la Reunificación, se volvió a trasladar en 1999 la embajada a Berlín; primero estuvo albergada en un bloque de oficinas y desde el 2003 se instaló en el sitio que tenía antes de salir de esta ciudad en 1948.

## Historia

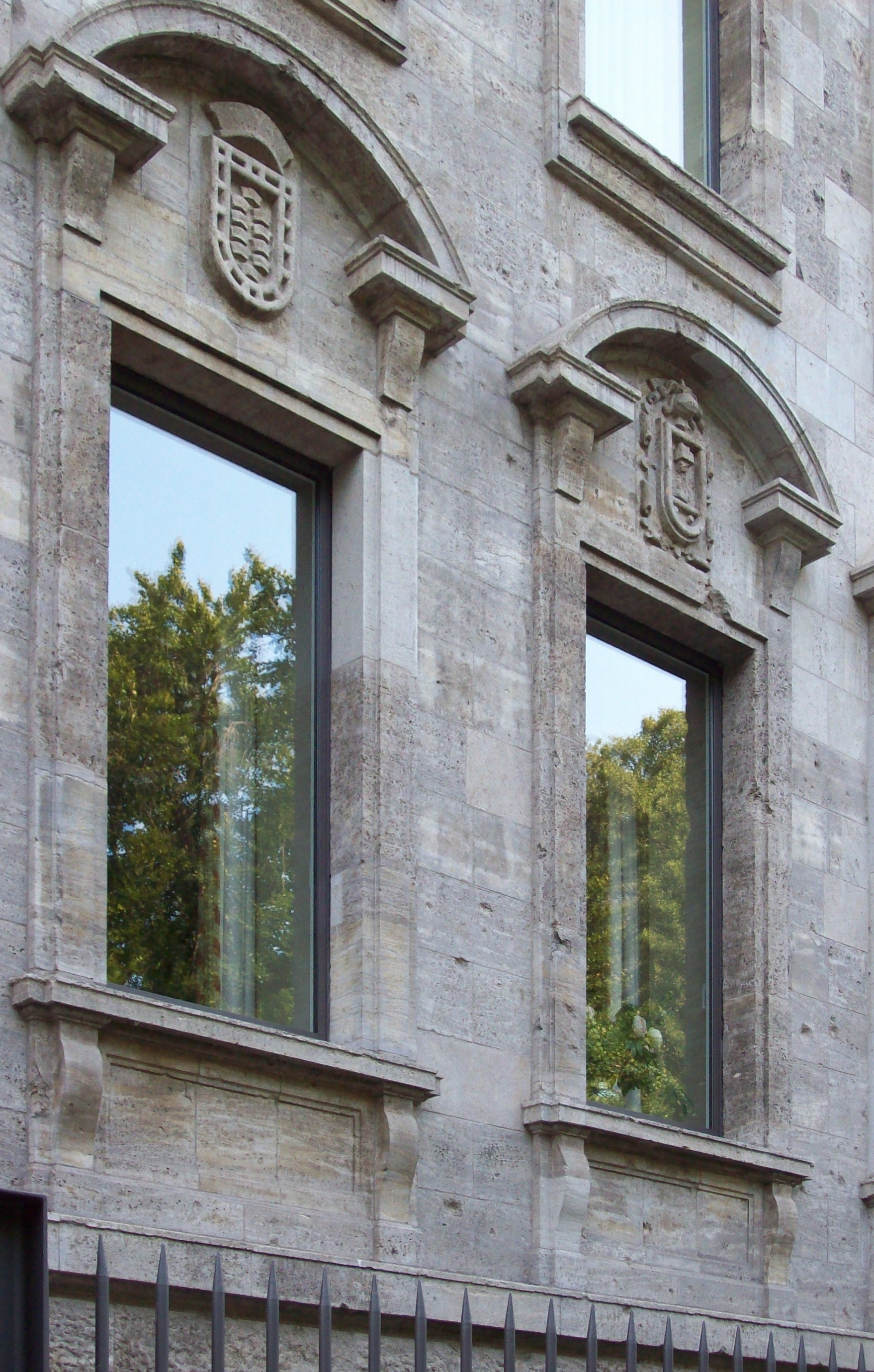
Ventanas con los escudos actuales.

España fue de los primeros países que establecieron relaciones diplomáticas con el Deutsches Reich del canciller Bismarck, tras creación del (segundo) Deutsches Reich el 18 de enero de 1871. La Embajada se situó en diversos pisos de alquiler. En 1889 el gobierno español adquirió para tal efecto el edificio conocido como Palacio Tiele-Winckler, en el área diplomática por excelencia de la capital alemana, al sudeste del barrio de Tiergarten, cerca de la Potsdamer Straße. 
Tras la toma del poder por el Nacionalsocialismo, a partir de 1934, Adolf Hitler planea con Albert Speer la transformación de Berlín como la “capital mundial Germania” y, entre los planes, se contaba con dotar a Berlín de dos arterias principales, el “eje Norte-Sur” y el “eje Este-Oeste”, cruzándose cerca de la Puerta de Brandenburgo. En el eje Norte-Sur se tenía previsto construir las sedes de los nuevos ministerios y oficinas del Reich, justo en la zona donde varios países tenían su representación diplomática, entre ellos España. Es por esto que, en marzo de 1938, el Ministerio de Negocios Extranjeros del Reich ofrece al Gobierno de Franco una parcela en la zona oeste del barrio de Tiergarten, renombrada como la nueva “área diplomática", en la avenida Liechtensteinallee. El Ministerio de Asuntos Exteriores del Gobierno de Burgos da el visto bueno y el 15 de diciembre comienzan las obras de construcción del nuevo edificio. Se planeaba la finalización de las obras para 1940, pero el inicio de la Segunda Guerra Mundial lo retrasó. No fue hasta marzo de 1943 cuando se terminó el edificio; aunque solamente fue utilizado como embajada por un corto período.
En noviembre de 1943 la embajada fue destrozada parcialmente por los bombardeos de los aviones de la RAF y de la USAF de la Segunda Guerra Mundial. A principios de los años 60 el edificio fue reconstruido parcialmente (ala residencial) por Johannes Krüger, uno de los arquitectos originales; sin embargo, la embajada española había sido trasladada a la capital provisional y sede gubernamental de la RFA, la ciudad de Bonn. En 1961 se instaló el Consulado General de España en Berlín Occidental en el ala residencial del edificio. El 20 de junio de 1991, tras la reunificación alemana el Bundestag decide trasladar la sede gubernamental a la capital alemana fijada en el Preámbulo de la Ley Fundamental del 23 de mayo de 1949, las autoridades del Reino de España decidieron trasladar la embajada a Berlín. Provisionalmente se utilizó como cancillería y consulado una planta completa en un bloque de oficinas en la calle Schöneberger Ufer 89, enfrente del Landwehrkanal. En abril de 1998 se iniciaron las obras de reconstrucción y modernización del edificio a cargo de los arquitectos Jesús Velasco Ruiz y José de Onzono y Angulo. El edificio abrió nuevamente sus puertas como Embajada de España el 2 de octubre de 2003.

### Cronología
- 24 de agosto de 1889 – embajada en el Palacio Tiele-Winckler, calle Regentenstr. 15 (en la época nazi, Großadmiral-Prinz Heinrich-Str. 21; hoy Hitzigallee –el Palacio no existe desde la Segunda Guerra Mundial, actualmente en este lugar se encuentran unos bloques de pisos–), Berlín.
- 15 de febrero de 1943 – embajada en la calle Liechtensteinallee no. 1, Berlín.
- abril de 1945 – inicio de la conquista de Berlín por el Ejército Rojo y en consecuencia la retirada del cuerpo diplomático.
- 8 de mayo de 1945 – Rendición incondicional de Alemania y ruptura de relaciones diplomáticas con el último gobierno nacionalsocialista de Karl Dönitz.
- 28 de junio de 1948 – establecimiento de un consulado en la zona americana de la Alemania ocupada (en Fráncfort del Meno).
- 11 de mayo de 1951 – creación de la Embajada de España en la RFA, con sede en Bonn (calle Schloßstraße 4).
- abril de 1961 – apertura del Consulado General de España en Berlín Occidental, con sede en el ala residencial del edificio de la Liechtensteinallee.
- 13 de enero de 1973 – establecimiento de una embajada en Berlín Oriental, RDA.
- 1 de septiembre de 1999 – embajada provisional en la calle Schöneberger Ufer 89, Berlín.
- 2 de octubre de 2003 – reapertura de la antigua embajada en la calle Liechtensteinallee no. 1.

## Arquitectura
La construcción de la embajada, que se encuentra en el cruce de las calles Liechtensteinallee y Thomas-Dehler-Straße, fue realizada entre 1938 y 1943 bajo los planes y dirección de los hermanos 
Walter y Johannes Krüger, asesorados por el arquitecto español Pedro de Muguruza.

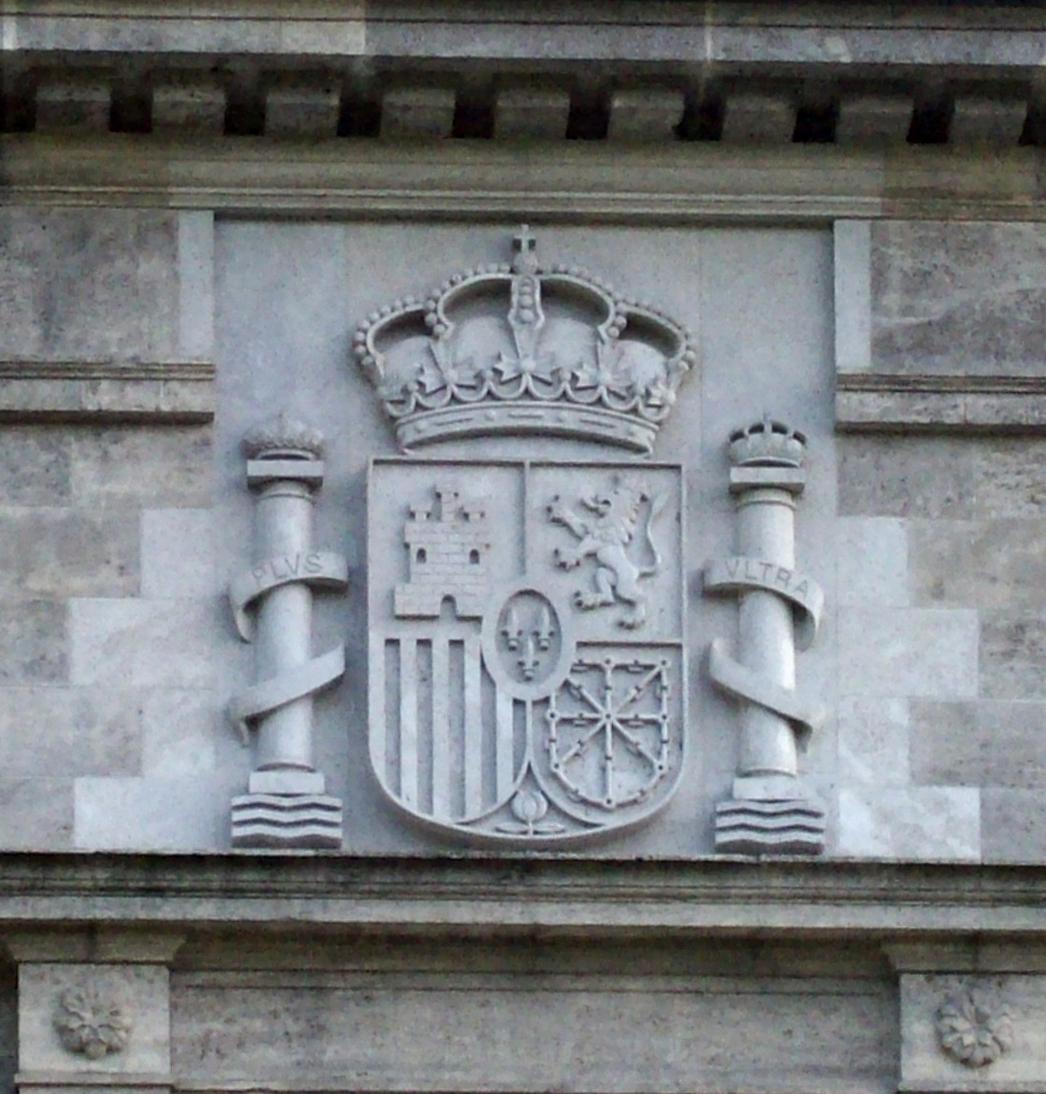
El altorrelieve del escudo español en la fachada principal.

El edificio, cuya entrada principal está orientada hacia el norte, tiene tres pisos más el ático y una planta en forma de ‘uve’. Consta de un cuerpo principal en la esquina de las calles y dos alas que se extienden hacia el sur. En el cuerpo principal se encuentran la entrada principal y la recepción. El ala occidental, la que se extiende por la calle Liechtensteinallee, alberga las oficinas y dependencias de la cancillería y el consulado. El ala oriental, la que se encuentra en la calle Thomas-Dehler, es utilizada como residencia, y es vecina al edificio que sirvió a la Representación de Dinamarca en los años 40 (actualmente reconvertido en el Hotel Das Stue). En el centro de la construcción hay un patio interior con un jardín. El material de construcción del edificio es la piedra o sillar lisa (sin almohadillado); solo el ático fue construido con material metálico y contiene una gran cantidad de claraboyas.
La fachada fue realizada en el estilo neoclásico representativo de la época. En ella se encuentra un pórtico con cuatro columnas lisas de orden corintio que se alzan hasta el segundo piso. Sobre el pórtico hay un amplio balcón. A la altura del tercer piso, sobre los ventanales del segundo piso que dan acceso al balcón, se halla esculpido en altorrelieve un escudo español de grandes dimensiones (cuyo sitio hasta antes de la finalización de los trabajos de restauración del edificio, en el año 2003, lo ocupaba el escudo de la dictadura franquista).

### Características técnicas
- Cuatro plantas sobre rasante más un ático y dos plantas de sótano
- Superficie total de terreno: 3 140 m²
- Superficie utilizable total: 12.600 m²
- Cuenta con 44 plazas de garaje en el sótano
- Material de construcción de la fachada: piedra o sillar lisa (sin almohadillado), el techo del ático es de chapa de cobre y contiene muchas claraboyas
- Administrado por la Subdirección General de Asuntos Patrimoniales de la Dirección General del Patrimonio del Estado